# Munții Palatini de Nord

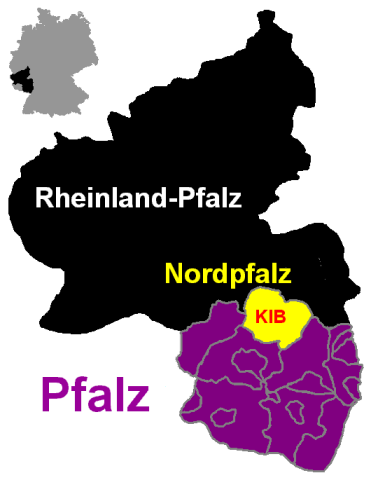
Amplasarea Palatinului de Nord

Munții Palatini de Nord (germană: „Nordpfälzer Bergland”) este o regiune muntoasă din grupa Mittelgebirge cu altitudinea de între 200 și 600 m deasupra n.m.  situați în nordul Palatinatului (Pfalz).

## Delimitare
Munții au la margine în vest de localitatea St. Wendel, la est Alzey, în sud Kaiserslautern și în nord Bad Kreuznach. Munții Palatini de Nord leagă regiunile Pfälzerwald, Naturpark Saar-Hunsrück, Naheland și Rheinhessen.
Partea cea mai mare a regiunii se află în districtul Kusel și districtul Donnersberg.